# Museo d'arte sacra San Martino
Il museo d'arte sacra San Martino è situato ad Alzano Lombardo, in provincia di Bergamo.

## Storia
Il Museo d'arte sacra San Martino venne realizzato nel 1995 per volontà congiunta del parroco don Alberto Facchinetti e di alcuni collaboratori, tra cui Valerio Mazzoleni, animati dal desiderio di rendere noto a un vasto pubblico di amanti dell'arte e della storia, il  capolavoro di devozione e arte voluto dall'antica comunità alzanese, non solo rappresentato dalle sagrestie e dalla basilica, ma anche da un complesso di arredi preziosi, testimonianza della devozione dei benefattori alzanesi. Dopo il restauro delle sagrestie, avvenuto tra il febbraio 1992 ed ottobre 1994, furono allestiti gli ambienti del museo nell'antico edificio detto "Il Palazzo", residenza dei conti Pelliccioli, restaurato e sistemato per fini espositivi dagli architetti Carlo e Riccardo Panigada.
Il palazzo, dopo l'estinzione della famiglia Angaran, fu acquistato dai conti Gritti-Morlacchi. Da questi fu ceduto alla parrocchia nel 1854 che, a sua volta, lo vendette al Comune di Alzano Lombardo nel 1872. In seguito l'edificio fu recuperato alla parrocchia, nel 1953, da monsignor Cesare Patelli con l'intenzione di allestirvi un museo d'arte sacra. Dopo più di quarant'anni il desiderio di monsignor Patelli e dei suoi successori si è concretizzato con l'inaugurazione, avvenuta il 7 novembre 1994 alla presenza del vescovo di Bergamo Roberto Amadei, ed è stato benedetto l'8 novembre del 1995 dal vescovo di Crema, Angelo Paravisi. 
Un altro obiettivo dell'esposizione è quello di ricostruire la storia della basilica di San Martino, mediante atti, decreti, disegni, ricostruzioni, testimonianze e documenti, tra cui un manoscritto riportante l'atto di fondazione della parrocchia risalente al 1457. 
La chiesa difatti venne ricostruita, sulle basi di una più piccola risalente all'XI secolo, nel 1442 e riedificata nel XVII secolo grazie all'architetto Gerolamo Quadrio, il quale progettò anche le sagrestie, notevolissimo esempio di arte barocca lombarda, a cui si accede direttamente dal museo. 

## Criteri espositivi-Itinerario di visita

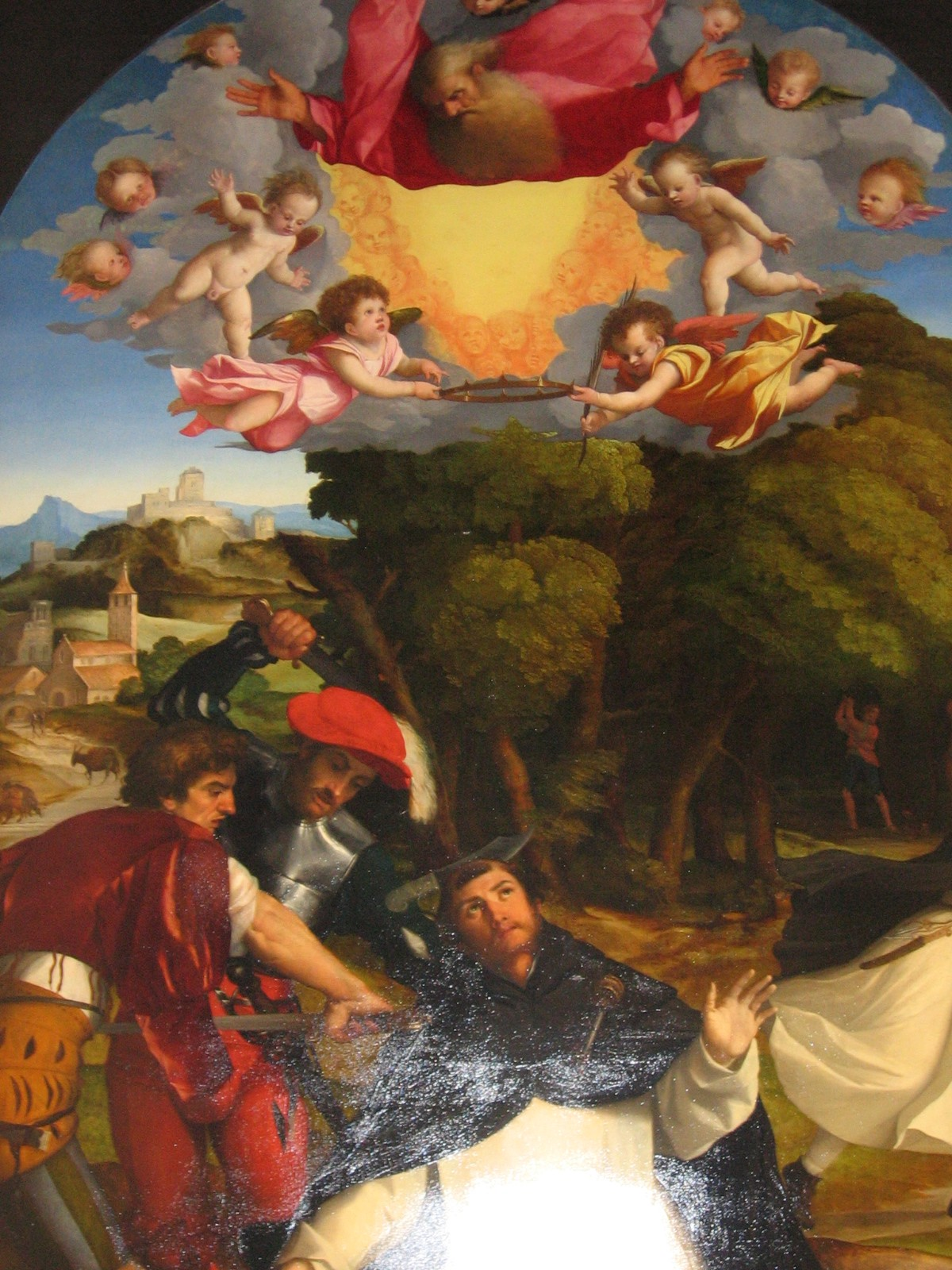
Martirio di San Pietro (Palma il Vecchio)

Il percorso del Museo di San Martino è organizzato su tre piani espositivi, allestiti secondo un preciso criterio didattico. Viene offerta al visitatore la possibilità di fruire di pregiati oggetti d'arte pittorica, scultorea ed orafa e, nello stesso tempo, di conoscere con maggiore profondità gli arredi, gli strumenti ed i riti della fede cattolica, ripercorrendo l'iter della nascita e dello sviluppo della Basilica, dalle origini fino a oggi. Parte integrante di tale percorso sono le tre sagrestie, cui si accede direttamente dal Museo, i corridoi e i vestiboli, dove sono esposte opere, tavole etimologiche e schede, che permettono una comprensione più approfondita degli artisti che hanno lavorato in questo luogo. 
Il Museo, con le sue quattordici sale, si propone come una struttura viva, tesa all'approfondimento continuo della propria raccolta; a tal fine sono state organizzate al piano terreno alcune sale per l'attività didattica, per riunioni e conferenze. Il piano terreno ospita inoltre la direzione, la biglietteria, il book-shop, la biblioteca e l'archivio.
Salendo una scala in pietra grigia, sulla cui parete è esposta la tela di Giovanni Raggi con l'episodio La Benedizione di Balaam, dipinta per la Cappella del Rosario nel 1767 e poi sostituita dalle tele ottocentesche, si giunge al primo piano. Complessivamente il piano nobile del palazzo è articolato in tre bracci disposti intorno alla scala centrale. Il primo braccio è costituito dalle sale I, II, III, che formano un "cannocchiale visivo" per chi sale dallo scalone. Tra le opere presenti spiccano quelle di Antonio Marinoni, Gian Paolo Cavagna, Carlo Carlo Ceresa e Antonio Cifrondi. Dalla sala II si accede poi al vano laterale (IV sala) dove è esposto il San Cristoforo di Tintoretto.
Un secondo braccio del piano nobile ospita le successive tre sale, a cui si accede percorrendo il corridoio destro della scala. In queste stanze è conservato il ricco patrimonio dell'arredo liturgico, rappresentato da calici, ostensori e croci. La sala di fondo ospita il Calvario di Beniamino Simoni proveniente dal monastero delle suore claustrali della Visitazione, opera singolare del Settecento, un vero e proprio "Monte sacro", realizzato seguendo la vena popolare della sacre rappresentazioni, tipiche delle regioni settentrionali dell'Italia.
Il terzo braccio del primo piano è costituito da altri tre ambienti che ospitano i paramenti sacri e la pala di San Pietro Martire di Jacopo Palma il Vecchio, il più ragguardevole capolavoro presente in museo. Sulla scala che ricongiunge il piano con l'ingresso, in fondo al corridoio, si può invece ammirare la tela di Enrico Albricci con Giaele uccide Sisara, dipinta per la Cappella del Rosario nel 1767 (la terza tela settecentesca proveniente dalla cappella è situata presso l'ingresso del museo: si tratta di "Betsabea presenta a Davide il piccolo Salomone" di Federico Ferrario). Il secondo piano occupa il mezzanino del palazzo ed è costituito da quattro sale: la XI raccoglie i ritratti dei parroci che si sono succeduti alla guida della chiesa di San Martino, le sale XII, XIII e XIV sono dedicate all'opera delle botteghe dei Fantoni e dei Caniana, le due famiglie di ebanisti e architetti che hanno dato lustro al cantiere di Alzano Lombardo e che qui sono ricordati con opere rappresentative della loro intera attività.

## Dipinti principali
BASILICA:
- Gian Paolo Cavagna - San Martino dona il mantello al povero
- Pier Paolo Raggi - Storie di San Martino (affreschi)
- Giuseppe Pozzi - Apostoli ed Evangelisti (affreschi)
- Vincenzo Angelo Orelli - Virtù (affreschi)
- Giovan Battista Piazzetta e Giuseppe Angeli - Martirio di San Cristoforo
- Louis Dorigny - San Sebastiano
- Louis Dorigny - San Rocco
- Francesco Polazzo - Flagellazione di Cristo e Incoronazione di spine
- Gianbettino Cignaroli - Transito di San Giuseppe
- Giandomenico Cignaroli - Sant'Agnese e Santa Maria Maddalena
- Francesco Capella - San Vincenzo Ferrer in contemplazione della Croce con i santi Lorenzo, Nicola e Francesco Saverio
- Francesco Capella - Santa Lucia e Sant'Apollonia
- Francesco Capella - Discesa dello Spirito Santo
- Giovanni Carobbio - San Luigi e San Giovanni Nepomuceno
- Gian Paolo Cavagna - San Martino resuscita un bambino morto
- Gian Paolo Cavagna - San Martino in trono con i santi Francesco, Tommaso, Pietro da Verona e Carlo Borromeo
- Francesco Zucco - Miracolo di San Martino

## Informazioni utili
Il museo è visitabile il:

Lunedì, Mercoledì, Giovedì, Venerdì: ore 9:00-11:30/15:30-18:00 

Sabato: ore 9:00-11:30

Domenica: ore 15:00-18:00 (Inizio percorso visita guidata all'interno del complesso alle ore 15:30.)
- Per gruppi è possibile una visita guidata anche in orari e giorni diversi da quelli segnalati previa prenotazione
- L'archivio è accessibile da lunedì a venerdì dalle 9:00 alle 12:00 (solo su prenotazione)